# Caupolicana
Genre
Synonymes
- Caupolicania Schulz, 1906
- Caupolicanoides Michener, 1966
- Megacilissa Smith, 1853
- Megalocilissa Schulz, 1906
- Zikanapis (Foersterapis) Moure, 1964

Caupolicana est un genre d'insectes hyménoptères de la superfamille des Apoidea (abeilles), de la famille des Colletidae, de la sous-famille des Diphaglossinae et de la tribu des Caupolicanini.

## Liste des sous-genres et des espèces
Sous-genre Alayoapis Michener, 1966
- Caupolicana nigrescens (Cresson, 1869)
- Caupolicana notabilis (Smith, 1861)
- Caupolicana subaurata (Cresson, 1869)

Sous-genre Caupolicana (s.s.)
- Caupolicana adusta Friese, 1899
- Caupolicana albiventris Friese, 1904
- Caupolicana bicolor Friese, 1899
- Caupolicana curvipes Friese, 1898
- Caupolicana dimidiata Herbst, 1917
- Caupolicana egregia Friese, 1906
- Caupolicana electa (Cresson, 1878)
- Caupolicana evansi Vergara and Michener, 2004
- Caupolicana floridana Michener and Deyrup, 2004
- Caupolicana friesei Jörgensen, 1909
- Caupolicana fulvicollis Spinola, 1851
- Caupolicana funebris Smith, 1879
- Caupolicana gaullei Vachal, 1901
- Caupolicana gayi Spinola, 1851
- Caupolicana hirsuta Spinola, 1851
- Caupolicana lugubris Smith, 1879
- Caupolicana mendocina Jörgensen, 1909
- Caupolicana mystica Schrottky, 1902
- Caupolicana nigriventris Friese, 1904
- Caupolicana niveofasciata Friese, 1898
- Caupolicana ocellata Michener, 1966
- Caupolicana ochracea (Friese, 1906)
- Caupolicana peruviana Friese, 1900
- Caupolicana piurensis Cockerell, 1911
- Caupolicana pubescens Smith, 1879
- Caupolicana quadrifasciata Friese, 1898
- Caupolicana ruficollis Friese, 1906
- Caupolicana smithiana Friese, 1908
- Caupolicana specca Snelling, 1975
- Caupolicana steinbachi Friese, 1906
- Caupolicana vestita (Smith, 1879)
- Caupolicana weyrauchi Moure, 1953
- Caupolicana yarrowi (Cresson, 1875)

Sous-genre Willinkapis Moure, 1953
- Caupolicana chalybaea (Friese, 1906)
- Caupolicana melanotricha (Moure, 1969)
- Caupolicana perornata (Moure, 1969)

Sous-genre Zikanapis Moure, 1945
- Caupolicana brethesi (Compagnucci, 2006)
- Caupolicana clypeata (Smith, 1879)
- Caupolicana copo (Compagnucci, 2006)
- Caupolicana elegans Timberlake, 1965
- Caupolicana foersteri (Moure & Seabra, 1962)
- Caupolicana funeraria (Moure, 1964)
- Caupolicana inbio Michener, Engel & Ayala, 2003
- Caupolicana megalopta (Moure, 1948)
- Caupolicana modesta (Moure, 1964)
- Caupolicana rozenorum Michener, Engel & Ayala, 2003
- Caupolicana seabrai (Moure, 1953)
- Caupolicana tucumana Moure, 1945
- Caupolicana wileyi Michener & Engel, 2009
- Caupolicana zikani (Friese, 1925)